# Guerres de l'Adamaoua
Les guerres de l'Adamaoua sont une série d'expéditions militaires et de conflits frontaliers qui oppose de 1899 à 1907 les troupes coloniales et indigènes allemandes au Kamerun aux États et tribus musulmans peuls sunnites qui faisaient partie de l'empire de Sokoto (un califat formé pendant la Guerre Fulani), en particulier l'émirat de l'Adamaoua dans la moitié nord de la région. Après l'annexion de ces territoires, une résistance majeure s'est poursuivie pendant des années et plusieurs soulèvements ont eu lieu.

## Contexte
Les territoires au nord de la partie du Kamerun sous contrôle allemand direct faisaient partie des empires Sokoto ou du Royaume du Kanem-Bornou, qui, avec l'Empire ottoman, étaient les derniers califats restants au monde. Alors que le pouvoir de résistance de Bornu s'est affaibli après sa conquête temporaire par le chef de guerre soudanais Rabah, Sokoto est resté intact. Sokoto était un empire islamique qui contrôlait des émirats semi-autonomes, le plus grand étant Adamaoua. En 1890, Adamaoua était affaibli par la lutte interne, car un État mahdiste s'était développé au sein de l'émirat, et ses frontières se chevauchaient avec les revendications coloniales allemandes dans la région, bien qu'il soit resté provocant sur la cession de territoire.
Pour des raisons économiques et politiques, les Allemands étaient déterminés à étendre la colonie dans l'Adamaoua, alors des expéditions d'exploration pour arpenter la région ont commencé, avec l'intention de la prendre finalement par la force. Cependant, jusqu'en 1898, les Allemands étaient encore principalement concentrés sur les guerres du Bafut, tentant de conquérir et de pacifier les chefferies du centre et du nord-ouest du Kamerun, plutôt que de s'étendre vers le nord-est.

## Expédition de Tibati
Les expéditions militaires pour étendre le Cameroun allemand au nord vers le Sahel, sous prétexte de mettre fin à la traite islamique des esclaves dans la région, ont commencé sérieusement en janvier 1899, avec les troupes coloniales et indigènes allemandes sous le commandement du capitaine Oltwig von Kamptz quittant Douala au nord pour subjuguer le sultanat de Tibati au sud de l'Adamaoua. Tibati a résisté farouchement et la tribu Bulu à l'ancienne frontière du sud de l'Adamaoua s'est révoltée, les guerriers Bulu marchant vers Kribi sur la côte et y ont détruit la mission catholique. Ce n'est qu'après une augmentation des troupes dans la colonie et une campagne sévère qui dura jusqu'en 1901 que la région fut pacifiée et que le sultan Tibati fut capturé, son palais pris d'assaut.

## Conquête du plateau de l'Adamaoua

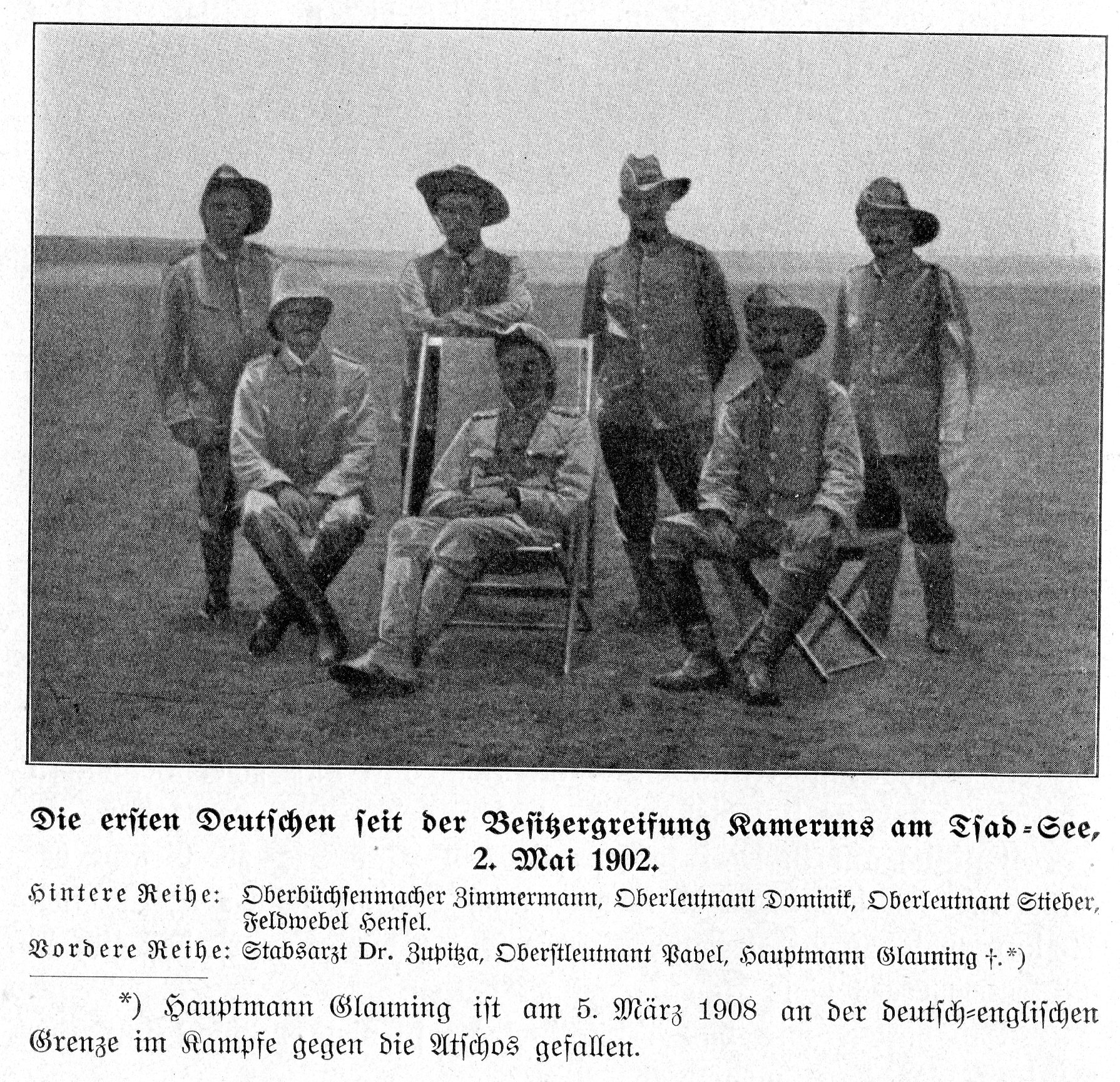
Hans Dominik, Oscar Zimmerman, Curt von Pavel et d'autres officiers allemands posent pour une photo après avoir atteint le lac Tchad. (2 mai 1902).

Les Allemands avaient à la fin des années 1890 adopté une approche plus militaire avec l'Adamaoua avec la conquête du sultanat de Tibati, qui avait les faveurs du gouverneur du Kamerun Jesko von Puttkamer, malgré les tentatives de pénétrer pacifiquement dans la région par l'intermédiaire de missionnaires chrétiens, démarche privilégiée par Adolph Woermann, un marchand influent de la colonie. Cependant, à l'été 1901 et malgré le conflit précédent avec l'émirat, le lieutenant Hans Dominik reçut l'ordre de rencontrer l'émir Zubairu ibn Aadama pour parvenir à un accord sur les territoires contestés et pour la perspective de faire de l'Adamaoua un protectorat de l'Empire allemand, l'Allemagne revendiquant tout le territoire entre le fleuve Sanaga et le lac Tchad, et mener une expédition dans l'extrême-nord. Cependant, ignorant les ordres du gouverneur Jesko von Puttkamer, le colonel Rudolf Cramer von Clausbruch a amené ses troupes de l'ouest et a envahi l'Adamaoua, prenant d'assaut la ville de Ngaoundéré le 20 août. Voyant une opportunité de revendiquer leur part de l'émirat, les Britanniques ont envoyé une force sous les ordres du colonel Thomas Morland du Nigeria pour attaquer et occuper Yola en septembre provoquant la fuite de l'émir Zubairu de sa propre capitale. Dominik avec sa force s'est frayé un chemin vers le nord-ouest jusqu'à Ngaoundéré où ils se sont liés aux troupes de Clausbruch avant d'attaquer à travers la Bénoué en capturant la ville de Garoua. L'un des dirigeants peuls opposés à l'avancée allemande (comme la plupart de ses contemporains) était Mal Hammadou, dont les forces ont été dévastées par les Allemands. Le lieutenant Radke, à la tête d'une force de 47 hommes, a marché sur la capitale de Hammadou, Rey-Bouba, en novembre, et a attaqué une forte force peule à une position juste à l'extérieur de la ville, perdant presque la bataille, mais étant capable de vaincre et de mettre l'ennemi en déroute. une dernière charge à la baïonnette avant de marcher sur Rei Buba lui-même. La capitale de Hammadou a été bombardée par des canons avant d'être capturée, le faisant fuir. Les Allemands le remplacent comme chef local (détenteur du titre Ardo ) par Bouba Djama.
Zubairu est allé chercher du soutien à Sokoto et est revenu avec une grande force de cavalerie et d'infanterie peules, et a également lancé un appel au soutien du mouvement mahdiste d'Adamaoua, qui n'est plus un ennemi de l'émir depuis la mort de Hayutu ibn Said dans les années 1890, et qui a sympathisé avec l'appel de l'émir au djihad contre les envahisseurs allemands. Cependant, des informats ont informé les Allemands des plans de Zubairu, malgré cela, les Allemands voulaient tenir des pourparlers de paix à Garoua et utiliser Zubairu comme une marionnette, lui permettant de rester au pouvoir en échange de son aide à conquérir les autres sultanats et émirats en Sokoto. Au lieu de cela, l'émir a attaqué Garoua avec une force beaucoup plus importante en novembre 1901. Cependant Zubairu a été vaincu et mis en déroute, sa force a subi quelque 300 morts. Fuyant vers Maroua, Zubairu tenta de lever une autre force, mais le lieutenant Dominik mena une petite force de Schutztruppe à sa poursuite. À la bataille décisive de Maroua une autre force peule de cavalerie dirigée par Zubairu et Ahmadou Rufai, soutenue par des sympathisants mahdistes, a de nouveau été vaincue par le Schutztruppe, bien que Zubairu et Rufai se soient de nouveau échappés.
Après la bataille de Maroua, Zubairu et nombre de ses partisans se sont enfuis dans les monts Mandara plus profondément dans l'empire Sokoto. Hans Dominik a fait exécuter le dirigeant peul local Bakari Yadji pour avoir aidé à la fuite de Zubairu dans cette région vers Madagali, et son fils Hamman a été placé à la place comme dirigeant local. Avec la défaite militaire et l'expulsion de Zubairu en tant que suzerain spirituel et politique des Peuls à Adamawa, l'administration coloniale allemande a annexé la région de Sokoto, rompu les liens historiques avec le centre des Peuls Yola et les a remplacés par la connexion au siège du résidence Garoua comme nouveau centre politique et économique.
En avril 1902, le sultan Umar de Mandara jura allégeance à l'empereur allemand Kaiser Wilhelm II, et au début de mai 1902, une expédition avait atteint les rives sud du lac Tchad. En dépit d'être en exil, Zubairu a envoyé des agents pour se venger des Allemands. En janvier 1903, l'un de ses agents, Yerima Mustapha, organisa une rencontre puis assassina le résident allemand de Maroua, Graf Fugger, avec une fléchette empoisonnée, incitant Dominik à s'engager dans une dure occupation de la ville. Zubairu lui-même a été tué plus tard cette année-là par ses rivaux tribaux au Nigeria britannique. En 1903, l'Allemagne et la Grande-Bretagne ont officiellement divisé la région, ce qui a été suivi par la fin officielle du califat de Sokoto. Cela a établi un contrôle allemand complet du nord de Kamerun jusqu'aux rives du lac Tchad à Bornu.

## Soulèvement mahdiste
Entre 1903 et 1907, la situation s'était calmée dans les parties de l'ancien califat de Sokoto occupées par les Schutztruppe. Cependant, sous la domination allemande, les musulmans se voyaient sur la défensive vis-à-vis de leur religion et un soulèvement important se produisit à l'été 1907.
Après un pèlerinage à La Mecque, Mal Alhadji retourna dans le nord de Cameroun allemand et, sous l'influence du Mallam (théologien coranique) Liman Arabu, commença à prêcher le Mahdi dans tout l'Adamaoua. En juin, il a commencé une révolte mahdiste contre la domination allemande près de Maroua, affirmant qu'il avait été nommé pour les livrer au Mahdi hors de la domination coloniale et des dirigeants musulmans fidèles à l'Empire allemand,, s'installant à Goudoum-Goudoum, rassemblant des forces à la fois des Peuls et des Baggaras dans l'extrême nord. Simultanément, Goni Waday, un autre mahdiste qui s'est récemment rendu à La Mecque, a lancé une révolte à Ngaoundéré après avoir recueilli des soutiens avec ses sermons passionnés appelant au djihad depuis les mosquées de la ville pour expulser les chrétiens allemands et restaurer l'ancien califat.
Mal Alhadji s'est déplacé vers le nord pour vaincre la Schutztruppe, incendiant des villages considérés comme complices des Européens en cours de route. Début juillet, la force mahdiste a attaqué le camp allemand de Malam-Petel (commandé par Carl Heinrich Zimmermann), mais ils ont été immédiatement accueillis par des coups de feu et, après de lourdes pertes, ont dû battre en retraite. La force de Zimmermann a poursuivi Alhadji, le capturant à Doumru. Les Allemands ont remis Alhadji au dirigeant local de Maroua, Lamido Soudi, et il a été décapité publiquement sur la place du marché de Maroua avec plusieurs de ses complices. Les Allemands ont tué Mallam Arabu pour avoir joué un rôle de premier plan dans la révolte d'Alhadji. Pendant ce temps, le souverain de Ngaoundéré, inquiet des représailles allemandes, a expulsé Waday et ses rebelles de son domaine. Waday et ses partisans ont décidé d'essayer de se diriger vers le nord en direction de Garoua avec l'intention de le capturer. Traversant la rivière Bénoué au sud-est de Garoua, la force peule s'est rapprochée. Le Schutztruppe a envoyé une force sous le lieutenant Nitschmann à Guébaké, où le 18 juillet 1907, ils ont tendu une embuscade aux Peuls marchant sur Garoua. Waday a été ratissé avec des tirs de mitrailleuses et tué, et seuls les mahdistes les plus en arrière ont échappé à l'embuscade. En août 1907, les rebelles du nord de l'Adamawa avaient été réprimés, mettant fin au soulèvement. Pour empêcher des soulèvements similaires, les Allemands ont rassemblé tous les chefs peuls qui avaient soutenu Waday et les ont pendus à Garoua. Parce qu'Alhadji et Waday étaient récemment revenus du Hajj, des restrictions ont été mises en place et les pèlerinages à La Mecque devaient recevoir une autorisation préalable.
Avec la fin du soulèvement mahdiste, Adamaoua et tout Kamerun verraient une paix relative jusqu'à la campagne du Kamerun lors de la Première Guerre mondiale.